# Чандра Віява
Чандра Віява (кит.: 陳甲亮; індонез. Candra Wijaya; нар. 16 вересня 1975, Чиребон, провінція Західна Ява, Індонезія) — індонезійський бадмінтоніст китайського походження, олімпійський чемпіон та чемпіон світу.

## Спортивні досягнення

### Виступи на Олімпійських іграх
На літніх Олімпійських іграх 2000 року в Сіднеї здобув золоту нагороду в парному чоловічому розряді разом з Тоні Гунаваном, подолавши у фінальному поєдинку південнокорейську пару Лі Донсу / Ю Йонсон.

### Виступи на чемпіонатах світу
На чемпіонаті світу 1997 року в Глазго здобув золоту нагороду у парному чоловічому розряді з Сігітом Будіарто, перемігши у фіналі американську пару Яп Кім Гок / Чен Сун Кіт..
На чемпіонаті світу 2003 року в Бірмінгемі здобув срібну нагороду у парному чоловічому розряді з Сігітом Будіарто, поступившись у фіналі данській парі Ларс Пааске / Йонас Расмуссен.
На чемпіонаті світу 2005 року в Анахаймі здобув срібну нагороду у парному чоловічому розряді з Сігітом Будіарто, поступившись у фіналі своєму колишньому партнеру Тоні Гунавану (в парі з Говардом Бечем), який на той час вже виступав за США.
На чемпіонаті світу 2007 року в Куала-Лумпурі, знову об'єднався з Тоні Гунаваном, який виступав за США, але програли у чвертьфіналі індонезійській парі Маркіс Кідо / Хендра Сетьяван.